# ملتحمه
مُلتَحِمه (به انگلیسی: Conjunctiva) غشا مخاطی نازک و شفافی است که سطح داخلی پلک‌ها را مفروش کرده و بخش پیشین (قدامی) صلبیه را می‌پوشاند.
ملتحمه پشت پلک‌ها و قسمت جلوی صُلبیه را پوشانده و در لبه پلک به پوست و در وسط به قرنیه متصل می‌شود. واژهٔ ملتحمه، مؤنث ملتحم و به معنی لحیم‌شده، جوش‌خورده و به‌هم‌پیوسته‌است.
ملتحمه به دو قسمت پیازی (روی کره چشم) و پلکی تقسیم می‌شود. محل رسیدن این دو ملتحمه به هم چین ملتحمه‌ای نامیده می‌شود.

## ساختار
ملتحمه به سه بخش تقسیم می‌شود:
| بخش                            | نام انگلیسی                     | توضیح |
| ------------------------------ | ------------------------------- | --- |
| ملتحمهٔ پلک                     | Palpebral یا tarsal conjunctiva | پلک‌های فوقانی و تحتانی چشم را مفروش می‌کند. این قسمت اتصال محکمی با صفحه‌های نگهدار (تارس) دارد. ملتحمهٔ پلک پرده‌ای است نازک و شفاف و قرمزرنگ که مجاور صفحه نگهدار (تیغهٔ لیفی که ضخامت پلک را به وجود آورده‌است) و ماهیچهٔ پلکی است و دارای چین‌هایی است که به عضلهٔ پلکی چسبندگی مختصری دارد، ولی قسمتی از ملتحمه که مجاور با صفحه نگهدار است به آن کاملاً ملصق است. پردهٔ ملتحمه در امتداد کنار آزاد پلک‌ها تبدیل به پوست می‌شود. |
| ملتحمهٔ پیازی یا ملتحمهٔ کرهٔ چشم | Bulbar یا ocular conjunctiva    | ملتحمهٔ کره چشم در امتداد ملتحمهٔ پلک قرار دارد و پوششی برای صلبیه است و ار ورای ملتحمه شفاف می‌توان صلبیه را به شکل سفیدی چشم مشاهده نمود. میانگین ضخامت غشای ملتحمه کره چشم ۳۳ میکرون است. ملتحمهٔ پلک چشم و کره چشم تشکیل یک بن‌بست عمقی را می‌دهد که به آن چین می‌گویند و در هر چشم دو چین فوقانی و تحتانی داریم. |
| چین ملتحمه‌ای                   | Fornix conjunctiva              | چینی از مخاط است که ملتحمه‌ای پلکی را به ملتحمه کره چشمی وصل می‌کند. چین‌های بالایی و پایینی نواحی بینابینی ملتحمه کره چشمی و ملتحمه پلکی هستند. این ملتحمه دارای پیوندهای سست با بافت زیر خود بوده و ممکن است به میزان درخور توجهی متورم شود. |

در ضخامت هر پلک چشم یک نوار از بافت همبند محکم به پهنای تقریبی دونیم سانتی‌متر وجود دارد که به آن صفحه نگهدار (تارس/تارسوس) گویند. در بین این صفحهٔ همبندی و پوست پلک، رشته‌های عضلانی ماهیچه حلقوی چشم دیده می‌شود. در جوف صفحه‌های نگهدار بالایی و پایینی تعدادی از غدد نگهدار (تارسال) وجود دارند که با ترشح چربی باعث جلوگیری از به هم چسبیدن پلک‌ها می‌شوند.

قسمت‌های مختلف کره چشم انسان: ۱. زجاجیه ۲. حاشیه دندانه‌دار ۳. ماهیچه مژکی ۴. گردالک‌های مژگانی ۵. مجرای اشلک ۶. مردمک ۷. اتاقک پیشین ۸. قرنیه ۹. عنبیه ۱۰. عدسی بیرونی ۱۱. عدسی درونی ۱۲. زوائد مژگانی ۱۳. ملتحمه ۱۴. ماهیچه مایل زیرین ۱۵. ماهیچه راست زیرین ۱۶. ماهیچه راست میانی ۱۷. شبکیه ۱۸. صفحه بینایی ۱۹. سخت‌شامه ۲۰. سرخرگ مرکزی شبکیه ۲۱. سیاهرگ مرکزی شبکیه ۲۲. عصب بینایی ۲۳. سیاهرگ حلقوی ۲۴. غلاف پیازی ۲۵. لکه زرد ۲۶. گودی مرکزی ۲۷. صلبیه ۲۸. مشیمیه ۲۹. ماهیچه راست بالایی ۳۰. شبکیه

## لایه‌های ملتحمه

### لایه پوششی
لایه پوششی (اپی‌تلیال) حاوی پوشش لایه‌دار استوانه‌ای می‌باشد و موسین ترشح می‌کنند. (موسین جز مرطوب‌کننده موجود در لایه اشکی قرنیه می‌باشد و موجب همواری سطح اپی‌تلیوم فرنیه و مرطوب‌سازی آن می‌شود).

### لایه زمینه‌ای
لایه زمینه‌ای (استرومایی) دربرگیرنده رگ‌های خونی و اعصاب، غدد کراوز و ولفرینگ است. یک منبع خون‌رسانی غنی در ناحیه فورنیکس‌ها وجود دارد که از طریق سرخرگ و سیاهرگ مژگانی قدامی، سرخرگ و سیاهرگ پلکی داخلی فوقانی و تحتانی و سرخرگ و سیاهرگ ملتحمه‌ای تأمین می‌شود.